# West Haven (Utah)
West Haven es una ciudad ubicada en el condado de Weber en el estado estadounidense de Utah. En el año 2000 tenía una población de 3.976 habitantes y una densidad poblacional de 150,9 personas por km².

## Geografía
West Haven se encuentra ubicado en las coordenadas 41°12′10″N 112°3′31″O / 41.20278, -112.05861. Según la Oficina del Censo, la localidad tiene un área total de 26,3 km² (10,2 mi²), de la cual toda es tierra.

## Demografía
Según la Oficina del Censo en 2000, había 3.976 personas y 995 familias residentes en el lugar, 94.06% de los cuales eran personas de raza blanca y aproximadamente 4.8% de la población son de raza hispana o latina.
Según la Oficina del Censo en 2000 los ingresos medios por hogar en la localidad eran de $57,120, y los ingresos medios por familia eran $62,188. Los hombres tenían unos ingresos medios de $40,264 frente a los $30,428 para las mujeres. La renta per cápita para la localidad era de $18,089. Alrededor del 2% de la población estaban por debajo del umbral de pobreza.